# کنزالاسرار
کنزالاسرار یا دیوان پازواری مجموعه اشعار مازندرانی با ادبیات کهن (عصر صفوی) سرودهٔ شیخ العجم امیر پازواری معروف به امیر الشعرا و امیر مازندرانی و با تخلص امیر (زاده: قرن۹ ه‍.ش در منطقه پازواری از توابع بابل در مازندران –) شاعر و عارف نامی مازندرانی می‌باشد.
نخستین بار اشعار امیر پازواری توسط الکساندر خوجکو در سال ۱۸۳۰ میلادی در کتاب «نمونه‌های شعر عامه در ایران» منتشر گردید. اشعار منتشر شده دارای صورتی کهن از زبان طبری می‌باشد و با اشعار و ادبیات طبری قرن یازده تا سیزده متفاوت می‌باشد و متعلق به عصر صفوی می‌باشد.
کتاب کنزالاسرار نخستین بار به عنوان کتابی مستقل در سال ۱۸۶۰ میلادی (۱۲۷۷ قمری) توسط برنهارد دارن از روی دیوان امیر پازواری در سنت پترزبورگ به چاپ رسید.
کتاب دیوان امیرپازواری در سال ۱۳۸۴ توسط دکتر منوچهر ستوده و محمد داودی درزی کلایی چاپ گردیده‌است.
به اعتقاد پژوهشگران دیوان امیر پازواری در اوایل قرن یازدهم (دوران شاه عباس صفوی) نوشته شده‌است.

## تخمین زمان سرودن
زمان سرودن کنزالاسرار یا دیوان پازواری از روی اشعار امیرپازواری تخمین زده شده‌است و طول عمر این عصر به اواسط عصر صفوی و دوران شاه عباس صفوی می‌رسد.
| آن شهریور ماه که اول ویهاره |  | شروت به صحراهشنی قالیها ره |

- آن شهریورماه که اول بهار است
- آن ماه گیا (شربت) به صحرا انداخت قالیها را

شهریورماه طبری در اوایل قرن یازدهم با بهار در یک زمان قرار داشته‌است بنابراین سال سرودن کنزالاسرار به قرن یازدهم مصادف با دوران حکومت شاه عباس می‌رسد.
| تو نسل آن شاهی که بغض نداشته شه دل |  | سی اشتر قطار یک روز هدا به سایل |
| سه قرن پیشتر داشته یک دسته گل      |  | هدا به سلمون سلمون بویه قابل    |

- تو ار نسل آن پادشاه هستی که در دل خود کینه نداشت
- سی قطار شتر را در یک روز به گدا داد
- سه قرن پیشتر سه دسته گل داشت
- (آن را) به سلمان داد سلمان ارزش پیدا کرد

در گذشته سه نوع قرن را به نام واحدی برای زمان به کار می‌بردند، نخست قرن کوچک که سی سال بوده‌است و دوم قرن متوسط که صد سال بوده‌است و سوم قرن بزرگ که سیصد سال بوده‌است. از آنجا سه قرن پیشتر که شاعر به کار برده‌است حدود نهصد سال می‌شود و مراد از سلمون همان سلمان فارسی یکی از صحابه‌های پیامبر بوده‌است. شاعر چنین آورده‌است که حدود نهصد سال پیش سلمان دسته گل اسلام را از پیامبر دریافت کرد و قابل شد و طبق این بیت زمان سروده شدن کنزالاسرار اواخر قرن دهم بوده‌است.
| ای رومیان چادر بزونه ایرون     |  | خرگاه بزه هر گوشه هزار دلیرون  |
| ای که ازبک تیغ ره در آره کالون |  | تا وهمن نییته او نوره به تالون |

- باز رومیان (عثمانی‌ها) در ایران چادر زده‌اند
- در هر گوشه هزاران دلیر خرگاه زده‌اند
- باز ازبک تیغ را از غلاف درآورد
- تا بهمن (پهلوان) نیاید آن‌ها به تاراج (از بین) نمی‌روند

امیر در این شعر دوباره چادر زدن رومیان (ترکان عثمانی؛ به سکنه آسیای صغیر رومی گفته می‌شد) در ایران و دوباره حمله کردن ازبک‌ها و درآوردن تیغ از نیام توسط آنها دم زده‌است. تاریخ صفویه نشان می‌دهد اولین حمله عثمانی‌ها و ازبکها به ایران در زمان شاه اسماعیل و حمله‌های بعدی آنها در زمان شاه تهماسب و شاه عباس بوده‌است.
بنابراین کنزالاسرار یا دیوان امیرپازواری اواخر قرن دهم و اوایل قرن یازدهم سرایده شده‌است که مصادف با پادشاهی شاه عباس صفوی می‌باشد و طبق نظر پژوهشگران دیوان امیر پازواری در قرن یازدهم موجود بوده‌است که مستشرقان اروپایی بر اساس آن کتاب کنزالاسرار را به چاپ رساندند.

## قالب
اشعار این کتاب علاوه بر دوبیتی در قالب‌های مثنوی، غزل، قطعه و رباعی سروده شده‌است.

## اشعار
اشعار طبری که توسط خوجکو و دارن ثبت شده‌است با طبری امروز دارای فاصله می‌باشد و ادبیات آن به ادبیات عصر مرعشیان (قرن ۹) نزدیکی دارد و دارای واژگان و افعال کهنی می‌باشد که پس از صفویه در هیچ گونه آثار ادبی مازندرانی یافت نشده‌است و تنها در آثار طبری قرن ۴ تا ۹ نمونه‌هایی از آن دیده شده‌است.
واژگان کهنی همچون پور به معنای پسر و زیله به معنای دل که در زبان طبری امروز منسوخ شده‌است در جای جای اشعار طبری امیر پازواری دیده می‌شود.
اشعار امیرپازواری فراتر از مازندران در گلستان، سمنان، تهران و البرز نیز با لهجه‌های مختلف مازندرانی و در شرق گیلان علی‌الخصوص اشکورات به زبان گیلکی سروده می‌شود.

### آمل
ترانه زیر با گویش آمل عصر امیر سروده شده‌است.
| کوی دوست دپ چارسته کوه |  | امرو دپ چارسته فردا شوه      |
| خداره دارمه تاپل بشکیه |  | تا چوبیتنه پل بساتن بهار بوه |

kui dust depčâreste kue
emru depčâreste ferdâ šue
xedâre dârme tâ pel beshkie
tâ chu baitene pel besâten bahâr bue
- دوست کوهی ساز و تدارک سفر (ییلاق) به کوهستان دید
- امروز آماده می‌شود فرشددا می‌رود
- خدا کند پل بشکند (شکسته باشد)
- تا چوب بگیرند پل ساختن (را) بهار باشد

### بابل
ترانه زیر با گویش بابل عصر امیر سروده شده‌است.
| دس بزه مره بدا بابله رو |  | ادی به کنار ایستا گنه جوری برو |

das baz(u)e mere bedâ bâble ru
adi be kenâr issâ gune juri beru
- دست زد مرا (هُل) داد (در) رودِ بابل
- اکنون بکنار ایستاده می‌گوید بیا بالا

### کجور
ترانه زیر با گویش کجور (نوشهر) عصر امیر سروده شده‌است.
| بال طو نده طاقت طو نارمه         |  | من طاقت تی زلف سیا نارمه     |
| تی زلفه گلو دینه من که کلو نارمه |  | عاشقه زر دینه من که جو نارمه |

bâl tou nade tâqate tou nârme
men tâqate ti zolfe siou nârme
ti zolfe gulou dine men ke gulou nârme
âšeqe zar dine men ke jou nârme
- دست (بغمزه) تاب نده طاقت تاب ندارم
- من طاقت زلف سیاهت را ندارم
- زلفت بایستهٔ گلاب است من که گلاب ندارم
- عاشق را زر بایستی من که جو (هم در بساط) ندارم

### چالوس
ترانه زیر با گویش چالوس سروده شده‌است.
| دسته دسته واش هادامه شه گیلا ره |  | دار شاخه بال بَورده مه چوقا ره       |
| تازه بواردمه شیر بَزنم پلا ره    |  | خبر بیاردنه که ورگ بَکوشته م گیلا ره |

daste daste vâš hâdâme še gilâ re
dâr šâxe bâl baverde me čuqâ re
tâze buârdeme sir bazenem pelâ re
xaver biârdene ke verg bakušte me gilâ re
- دسته دسته علف آوردم برای گیلا (گاو)
- دسته شاخه درخت شلوار پشمی مرا خراب کرد
- تازه رفتم شیر بزنم به برنج
- خبر آوردن گرگ گیلای (گاو) مرا کشت

### کلاردشت
ترانه زیر با گویش کلاردشت سروده شده‌است.
| دیروز بشیمه دوس دریجه وا به |  | امروز بشیمه در دوسه وه کربلا به |
| نامرد رقیب چی وقت ته ادا به |  | مره مطلب دوست اره یا نا به      |

diruz bešiyame dus darije vâ biye
emruz bešiyame dar daves ve karbalâ biye
nâmard raqib chi vaqt te adâ biye
mere matlabe dust are yâ nâ biye
- دیروز رفتم دریچهٔ (خانه) یار باز بود
- امروز رفتم در بسته بود و کربلا بود (شلوغ بود و درگیری بود)
- ای رقیب نامرد این چه وقت ادای تو بود
- مطلب من از یار (پاسخ) آری یا نه بود

### تنکابن
ترانه زیر با گویش تنکابن سروده شده‌است.
| خوجیر کیجا اج بلوره تی تن |  | بتونی یک شو مرا بغل بگتن   |
| اگر دانم حیله دنیه تی تن  |  | بتونمه ترا شی چادر لا بگتن |

xojir kijâ âj bolure ti ten
betunni yek šou mere baqal begiten
agar dumme hile danie ti ten
betunemme tere ši čadere lâ begiten
- دختر زیبا تنت عاج و بلورست
- توانی یک شب مرا دربر گرفت
- اگر بدانم در تنت حیله نیست
- توانم تورا در لای چادر خود گرفت

## اشعار
نمونه اشعار دیوان امیر پازواری براساس شماره:

### ۲۳۶۷
| مه دل دَرِ ایزد اندی طمع داری   |  | من بکَتَ دیگر کس به تن درنائی    |
| فردا فرده کی ضامن بوته فردائی |  | کی گته بو که شو بشیه روز بیائی |

- دل من آن اندازه از درگاه ایزد طمع دارد
- که پس از مردم کسی دیگر به درگاه تو نیاید
- فردا دور است چه کسی ضامن فردای تو می‌شود
- چه کسی گفت که تو شب بروی و روز بیایی

### ۲۴۲۴
| ها دونستیمی که قول درو گوتی |  | گرون بخری دوست ره ارزون بروتی |
| سخن هر کسان دارنه بوی خوتی  |  | همیشه نتمه عیب گتمه بروتی     |

- دوباره (باز) دانستم قول دروغ می‌گفتی
- یار گران خریده شده را ارزان فروختی
- سخن هر کس بوی خودش را دارد
- همیشه عیب تو را رو به روی تو نمی‌توانستم بگویم

### ۲۴۶۹
| نه لوح نه قلم نه فرش نه کرسی بی |  | امام شهید قاتل خود بدی بی  |
| امام حسین که کربلا بشی بی       |  | امام همه پیرو پیشوا علی بی |

- نه لوح نه قلم نه فرش نه کرسی بود
- امام شهید قاتل خود را دیده بود
- امام حسین که کربلا رفته بود
- پیرو و پیشرو و امام همه علی بود

### ۲۴۷۶
| یاری نکردی جز ره مه جاجه گیتی     |  | چشمک بزومه لوشه ره گاز بئیتی |
| این دپیت مپیت که ته مه جا سر گیتی |  | من دونستمه یار دیگر بیئتی    |

- به من یاری نکردی جز آنچه را که از من گرفتی
- چشمک زدم لب خود را گاز گرفتی
- با این درگیری‌هایی که تو با من از سر گرفتی
- من دانستم که تو یار دیگر گرفتی